# Frantz Fulpius
Frantz Fulpius (Genève, 15 mei 1869 - Lancy, 13 september 1960) was een Zwitsers architect, politicus en bestuurder.

## Biografie
Frantz Fulpius was een zoon van Léon Fulpius, die eveneens architect was. In 1922 huwde hij met Marie Agate Kind.
Fulpius studeerde in Genève, aan de Eidgenössische Technische Hochschule Zürich en aan de academie voor schone kunsten in Parijs. Vervolgens ging hij aan de slag in het architectenbureau van zijn vader.
Sommige van zijn werken zijn mede getekend door zijn vader. Verder ontwierp hij talloze villa's, evenals de Clinique Générale in Genève. Als liberaal maakte hij van 1906 tot 1925 deel uit van de Geneefse gemeenteraad en zetelde hij er in het stadsbestuur (uitvoerende macht) van 1919 tot 1922. Daarnaast was hij lid van de Grote Raad van Genève van 1915 tot 1927.
Verder was Fulpius van 1911 tot 1956 lid van de raad van bestuur van de Caisse hypothécaire. Van 1931 tot 1956 was hij voorzitter van deze raad van bestuur. Net zoals zijn vader dat was geweest, was hij van 1915 tot 1917 voorzitter van de Geneefse afdeling van de Société suisse des ingénieurs et architectes (SIA).
- Base de données des élites suisses: 62617
- Gemeinsame Normdatei: 1046357352
- Historisch woordenboek van Zwitserland: 029110
- Virtual International Authority File: 306264130